# مقايسة أنزيمية

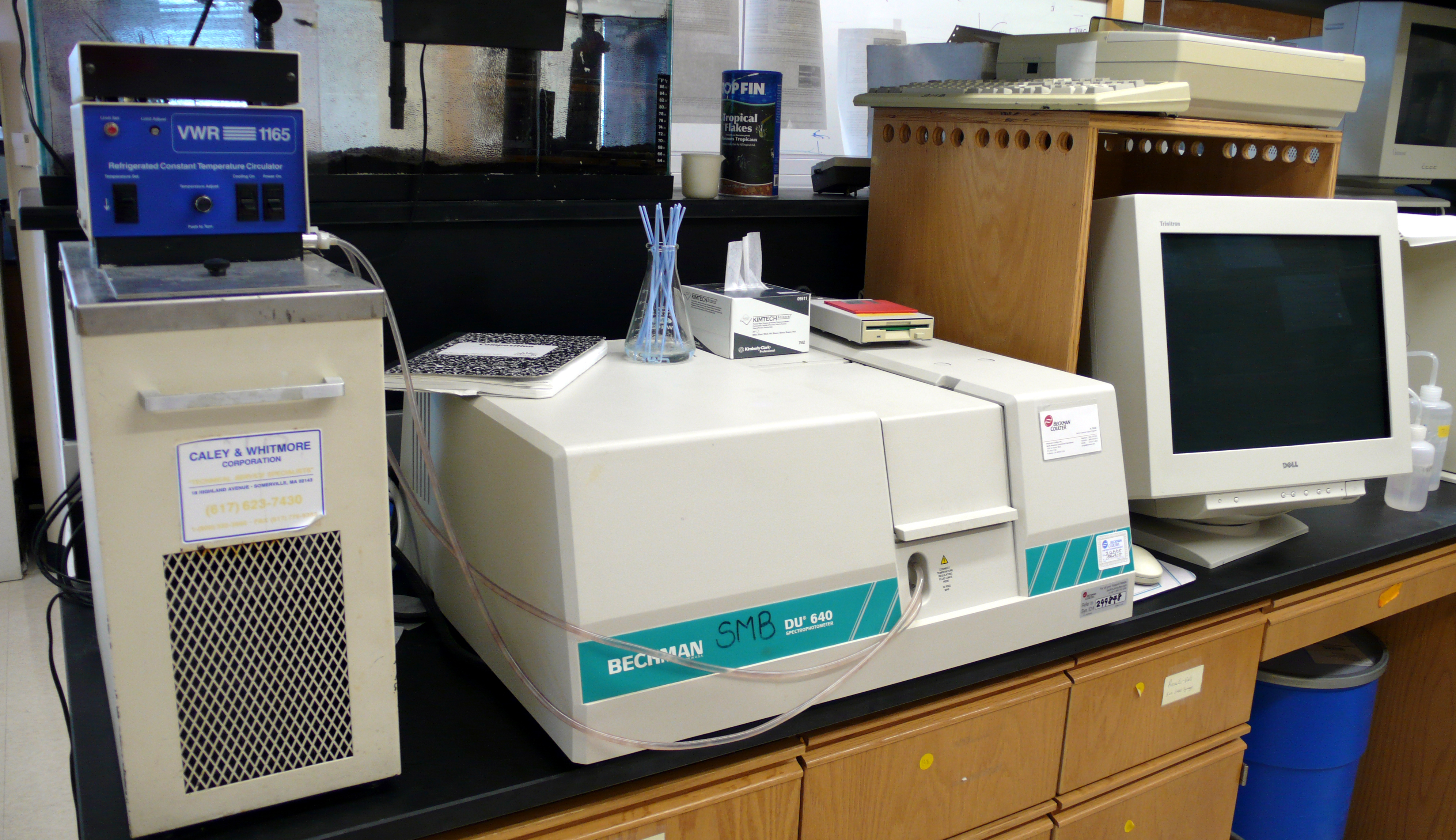
بيكمان DU640 UV/Vis مقياس طيف

المقايسة الأنزيمية أو الفحص الإنزيمي (بالانجليزية: Enzyme assay) هي عبارة عن طرق مخبرية لقياس الفعالية الأنزيمية (enzymatic activity) ، وهي أساسية لدراسة حركية الأنزيم و تثبيطه .

منذ عام 1950، أحدث التحديد الأنزيمي للمستقلبات (metabolites) وقياس الفعاليات الأنزيميه في سوائل الجسم ثورة في التشخيص الطبي. وفيما بعد، أصبحت المعايرات المناعية ، ومؤخرًا معايرات الحمض النووي، أدوات لا غنى عنها في عالم الطب. ففي كواشف التشخيص الأنزيمي، يتم تحديد مركبات ذات وزن جزئي صغير مثل حمض اللبن والغلوكوز في الدم أو في المصل من خلال أنزيمات مناسبه عاليه الانتقائية. كما أنه وكبديل عن ذلك، تستخدم تفاعلات مؤشره مناسبه لتحديد تركيز الأنزيمات في مصل الدم وتشخيص عمليات مدمرة في أعضاء جسم الإنسان. لقد دخلت الأختبارات الأنزيميه أيضا في مجال تحليل الأغذية، وفي مراقبه عمليات التخمير وفي حماية البيئة. فباستخدام أنزيمات نازعات الهيدروجين، يمكن استثمار تغير طيف امتصاص أو فلورة (fluorescence) الحمض النووي باختبارات بصرية. وهكذا، لدى استخدام أنزيم نازعه الهيدروجين المناسب يمكن قياس الغلوكوز والإيثانول مباشره، بينما يمكن تحديد مركبات عديدة أخرى كميا، مثل الأحماض الدهنية والغليسرول بواسطه قرن تفاعلين أنزيمين مختلفين أو أكثر. ولأسباب عملية، من المفيد استخدام أقل ما يمكن من الأنزيمات المساعدة. أما في تحليل الأغذية، فهناك مجموعه من السكريات (غلوكوز، غالاكتوز، مالتوز والأحماض (سيترات، مالات) يتم تحديدها أنزيميا، إذ انه من المهم تحديد كميه الغلوكوز بشكل شبه مستمر في غالبيه عمليات التخمير الميكروبي، وكذلك مراقبه مشابهه للغلوكوز واللاكتات في مزارع الخلايا الحيوانية. إضافة إلي ذلك، من الممكن أيضا استخدام التثبيط الأنزيمي كأداه تحليليه: مثلاً، في قياس تثبيط الأستيل كولين استراز (acetylchilineasterase) المعزول، وهو أنزيم أساسي في النقل العصبي يمكن استخدامه للدلاله علي وجود غازات أعصاب أو فوسفات عضوية أو مبيدات الحشرات الكارباماتيه.

## وحدة الإنزيم
يمكن التعبير عن كمية أو تركيز الإنزيم بالمولارية، كما هو الحال بالنسبة للكيماويات الأخرى، أو بالفعالية الإنزيمية والتي تستخدم مصطلح وحدات الإنزيم.
الفعالية الإنزيمية
الفعالية الإنزيمية = عدد مولات الركازة المحولة خلال واحدة الزمن = معدل التفاعل × حجم التفاعل. إن الفعالية الأنزيمية هي قياس لمقدار الانزيم الفعال الموجود وهي بذلك معتمدة على الشروط، ولذلك يجب أن يتم تحديد شروط التفاعل. إن الواحدة المعتمدة من قبل نظام الواحدات الدولي هي الكاتال katal، حيث أن 1 كاتال = 1 مول/ثانية، إلا أن هذه الواحدة تعبر عن مقدار هائل جدا. في المماسة العملية يستخدم بشكل أكثر شيوعًا مصطلح وحدة الانزيم (U) والتي تعبر عن تقلب 1 مكرومول من الركازة في الدقيقة (1مكمول/دقيقة). كل وحدة انزيمية تكافيء16.67 نانوكاتال.
تشير الفعالية الأنزيمية المعطاة بواحدات الكاتال عادة إلى الركازة الطبيعية المستهدفة من قبل الإنزيم. يمكن في بعض الحالات أيضًا ملاحظة واحدات انزيمية خاصة للتعبير عن الفعالية الانزيمية لبعض الركازات المعيارية، مثل الجيلاتين، حيث يتم التعبير بالواحدات الهاضمة للجيلاتين gelatin digesting units GDU أو في حالة بروتينات الحليب يعبر عن الفعالية الأنزيمية بالواحدات المخثرة للحليب MCU milk clotting units. 
تؤدي الزيادة في مقدار الركازة إلى زيادة في معدل التفاعل مع الأنزيم، ويكون معدل التفاعل متناسب طردا مع الزيادة في تركيز الركازة إلى حد معين، ولكن بعد تجاوز هذا الحد والذي يسمى تركيز الإشباع سوف يصل معدل التفاعل إلى حد ثابت حيث يصل التفاعل الكيميائي بين الأنزيم والركازة إلى مرحلة التوازن ويصبح عدد المواقع الانزيمية الفعالة القابلة للتفاعل مع الركازة ثابتًا.
الفعالية النوعية
إن الفعالية النوعية لإنزيم هي واحدة أخرى شائعة. وهي فعالية الإنزيم في ملغرام واحد من مقدار البروتين الكلي (ويعبر عنها بالمكرومول/دقيقة.ملغ. تعطي الفعالية النوعية طريقة لقياس نقاوة الإنزيم ضمن مزيج. وهي تعبر عن عدد مولات المنتج المتشكلة بفعل الإنزيم خلال مقدار محدد من الوقت (دقائق) تحت ظروف محددة لكل ملغرام من مقدار البروتين الكلي، وهي تساوي معدل التفاعل مضروبًا بحجم التفاعل ومقسوما على كتلة البروتين الكلي. 

## تحديد الفعاليات الإنزيمية

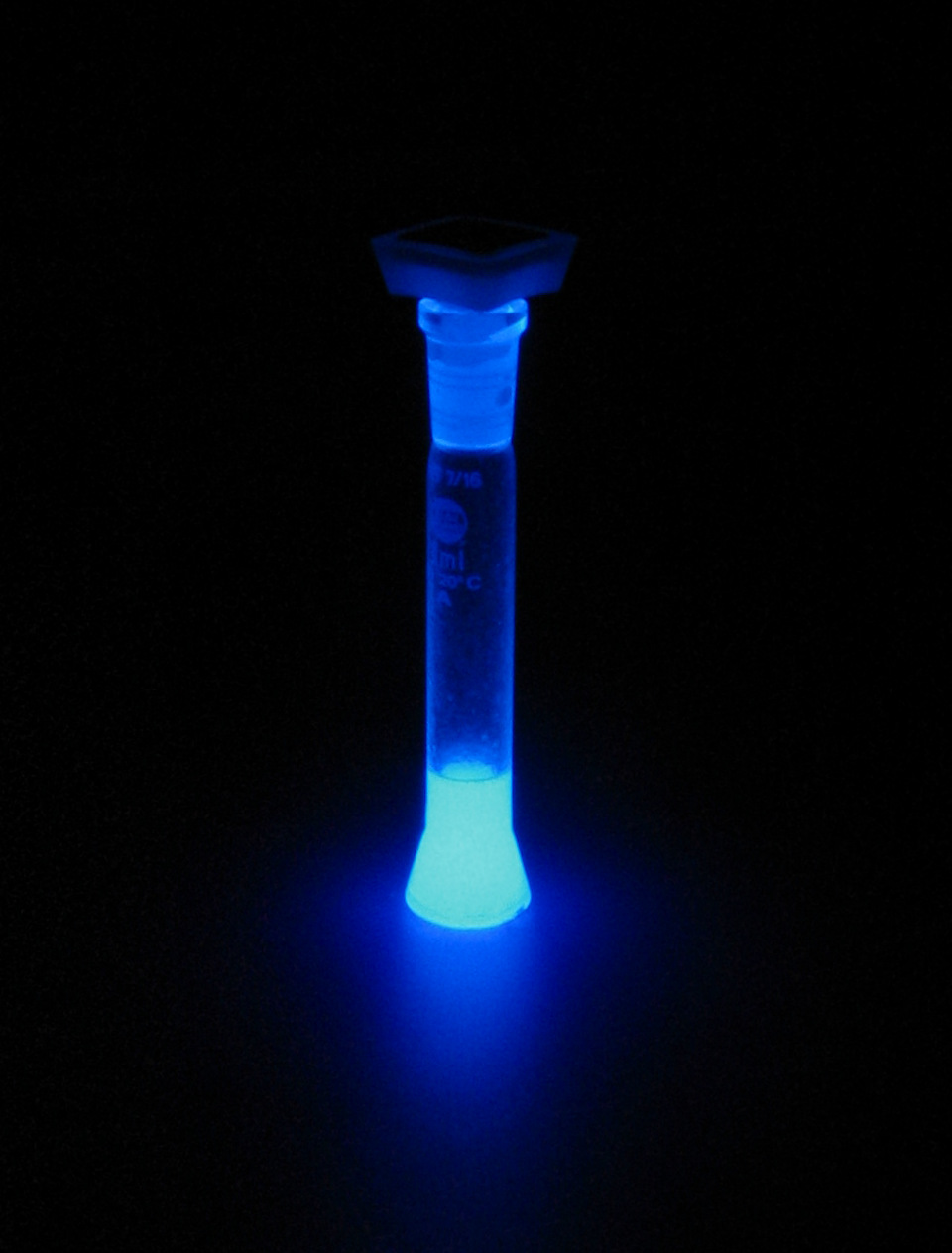
ضيائية كيميائية

يعتبر قياس الفعاليات الأنزيميه في مصل دم الخلايا وسيله هامة بالنسبة إلى الطبيب. فعندما تتحطم الخلايا أثناء مرض ما مثل الذبحه الصدرية، التهاب الكبد، تشمع الكبد،التهاب البنكرياس، تتحرر الأنزيمات في مجري الدم. وعليه، يمكن رصد تحطم خلايا أعضاء مختلفه كالقلب والعضلات والكبد وأجزائها (الأغشية، السيتوبلاسم،..) بقياس الفاعلية الأنزيمية في الدم. كما يمكن تمييز نوعية (تخصص) العضو (تشخيص تفريقي)، حيث أن خلايا أعضاء مختلفه غالباً ما تحرر أنزيمات مختلفة أو أنواعاً فرعية أنزيميه مختلفه (أشكال مساويه (isoforms) ). وهكذا، يمكن رصد أمراض الكبد بقياس أنزيمات الترانس أميناز (transaminases)؛ والتهاب البنكرياس بقياس الألفا أميلاز (-amylase)؛ وتحطم خلايا عضله القلب بالكرياتين كيناز (creatine kinase) وهي أنزيمات تشخيص أساسية.
إن تحديد هذه الأنزيمات يتبع نظاما حركيا يقوم علي استخدام المركبات الأولية التي لا تظهر أي تفاعليه متصلبة مع أنزيمات أخرى، أو تظهر القليل منها.
لقد كانت تنفذ المعايرات الطبيه الأنزيميه يدويا باستخدام عينات فرديه تم تحضيرها، ثم تطبيق أجراءات ألتحضين، وبعد ذلك التحديد الكمي من خلال جهاز مقياس الطيف البسيط ذي مرشح بأطوال موجية مناسبه. أما الآن، فقد قاد التزايد الهائل في عدد الاختبارات الطبية الأنزيمية إلى تحويلها إلى النظام الآلي في مختبرات التشخيص المركزية، حيث تتم كافه مراحل التوزيع بالممصات (pipetting) ، والحضن والقياس بواسطه ربوتات مخبريه، والترميز بالخطوط (Barcodes) أو أية طرائق أخرى من أجل تعريف العينة.

## شرائح الاختبار
أحيانا، يمكن أن تعتبر الزمن اللازم لتنفيذ معايرة ما في مختبر التشخيص المركزي طويلاً بالنسبة إلى بعض حالات العناية مثل، الفحص الذاتي اليومي الذي يقوم به مريض السكري والفحوصيات الإسعافية في غرف الطوارئ في المستشفيات. لذلك تستخدم غالبا في مثل هذه الأوضاع شرائح اختبارات التشخيص.

تتكون هذه الشرائح من عدد فواصل صلبة وطبقات تفاعل (مايعرف ب" الكمياء الكافة")، تحضر فيها العينة حيث يتم الحصول على إشارة التفاعل بعد أضافه السائل (قطره دم مثلا). تَستخدِم هذه الاختبارات غالبا أنزيمات الأكسيداز (oxidases)؛ مع أنزيم بيرو كسيداز (peroxidase) وهو مساعد أضافي، لإعطاء ناتج التفاعل الأول، وهو الماء الاوكسجيني (h2o2)، الذي يؤكسد الصباغ الأبيض (leuko dye) الي مركب ملون وتتناسب كميته مع كميه المركب المراد قياسه في العينة. بعد ذلك، يمكن تحليل شرائح الاختبار بصوره شبه آلية من خلال المقارنة المرئية مع مخطط الألوان المتدرجة أو بواسطه مقياس ضوئي لمعامل الانعكاس.